# Gaucher de Rethel
Gaucher, mort en 1262, fut comte de Rethel de 1251 à 1262. Il était fils de Hugues II, comte de Rethel, et de Félicité de Broyes.

## Biographie
Il succéda à son frère Jean de Rethel. On ne lui connaît pas d'alliance, et son frère Manassès lui succéda.

## Sources
- Genealogy.eu